# Llista de partícules
La llista següent mostra els diferents tipus de partícules conegudes o hipotètiques. S'inclouen tant les partícules elementals, com les compostes.

## Partícules elementals
Les partícules elementals són aquelles que tenen una estructura interna que no és mesurable, és a dir, no són compostes per altres partícules. Són els objectes fonamentals de la mecànica quàntica. Se'n diferencien diverses famílies i subfamílies i es classifiquen segons el seu espín. Els fermions tenen un espín fraccionari mentre els bosons tenen espín sencer. Totes les partícules del model estàndard han estat observades tret del bosó de Higgs.

### Fermions
Els fermions tenen espín fraccionari, en el cas dels fermions elementals coneguts és de 1⁄2. Els fermions coneguts són fermions de Dirac, és a dir, cadascú disposa de la seva antipartícula. Són els elements bàsics constitutius de la matèria i es classifiquen segons si interaccionen a través de la força de color o no. En el model estàndard de partícules es consideren 12 tipus de fermions elementals: sis quarks i sis leptons.

#### Quarks
Els quarks són els elements fonamentals que constitueixen els hadrons i interaccionen a través de la força nuclear forta o interacció forta. Són les úniques partícules conegudes que porten una càrrega fraccionària, però atès que es combinen en grups de tres barions o amb la seva antipartícula (mesons, a la natura només s'observa càrrega sencera. Les seves antipartícules són els antiquarks que són idèntics però amb nombre bariònic, càrrega de color i càrrega elèctrica oposada, per exemple, el quark up porta una càrrega elèctrica de +2⁄3 i l'antiquark up una de −2⁄3. Hi ha sis sabors de quarks, tres amb càrrega elèctrica positiva i tres carregats negativament.
| Nom/sabor | Símbol | Antipartícula | Símbol | Càrrega (e) | Massa (MeV/c²)    |
| --------- | ------ | ------------- | ------ | ----------- | ----------------- |
| Quark u   | u      | antiquark u   | u      | +2⁄3        | 1,5 – 3,3         |
| Quark d   | d      | antiquark d   | d      | −1⁄3        | 3,5 – 6,0         |
| Quark c   | c      | antiquark c   | c      | +2⁄3        | 1.160 – 1.340     |
| Quark s   | s      | antiquark s   | s      | −1⁄3        | 70 – 130          |
| Quark t   | t      | antiquark t   | t      | +2⁄3        | 169.100 – 173.300 |
| Quark b   | b      | antiquark b   | b      | −1⁄3        | 4.130 – 4.370     |

#### Leptons
Els leptons no interaccionen a través de la força nuclear forta. Les seves antipartícules són els antileptons, que són idèntics als leptons excepte perquè porten una càrrega elèctrica i un nombre leptònic oposats. L'antipartícula de l'electró és gairebé sempre anomenada positró per raons històriques. En total hi ha sis leptons, tres carregats elèctricament i tres amb càrrega elèctrica neutra que s'anomenen neutrins.
| Nom               | Símbol | Antipartícula | Càrrega (e) | Massa (MeV/c²) |
| ----------------- | ------ | ------------- | ----------- | -------------- |
| Electró           | e−     | e+            | −1          | 0,511          |
| Neutrí electrònic | ν e    | ν e           | 0           | < 2,2 eV/c²    |
| Muó               | μ−     | μ+            | −1          | 105,7          |
| Neutrí muònic     | ν μ    | ν μ           | 0           | < 0,170        |
| Tauó              | τ−     | τ+            | −1          | 1777           |
| Neutrí tauònic    | ν τ    | ν τ           | 0           | < 15,5         |

### Bosons
Els bosons tenen espín enter. Les forces fonamentals de la natura ens transmeten per mitjà dels bosons de gauge i l'explicació de l'origen de la massa de les partícules estaria en l'hipotètic bosó de Higgs. D'acord amb el model estàndard de partícules (i la teoria general de la relativitat i la teoria de cordes en el cas del gravitó) els bosons elementals són:
| Nom           | Símbol | Antipartícula | Càrrega (e) | Espín | Massa (GeV/c²) | Interacció transmesa | Existència    |
| ------------- | ------ | ------------- | ----------- | ----- | -------------- | -------------------- | ------------- |
| Fotó          | γ      | la mateixa    | 0           | 1     | 0              | Electromagnetisme    | Confirmada    |
| Bosó W        | W-     | W+            | −1          | 1     | 80,4           | Força nuclear feble  | Confirmada    |
| Bosó Z        | Z      | la mateixa    | 0           | 1     | 91,2           | Força nuclear feble  | Confirmada    |
| Gluó          | g      | la mateixa    | 0           | 1     | 0              | Força nuclear forta  | Confirmada    |
| Bosó de Higgs | H0     | la mateixa?   | 0           | 0     | > 112          | Cap                  | Confirmada    |
| Gravitó       | G      | la mateixa    | 0           | 2     | 0              | Gravetat             | No confirmada |

Cal fer notar que el gravitó és a la llista encara que no és predit pel Model Estàndard, sinó per altres teories dins del context de la teoria quàntica de camps.
El bosó de Higgs és postulat per la teoria de la interacció electrofeble principalment per explicar l'origen de les masses de les partícules. En un procés conegut com a mecanisme de Higgs, el bosó de Higgs i els altres fermions del Model Estàndard adquireixen massa a través de la ruptura espontània de simetria del camp de Higgs. La massa intrínseca de les partícules elementals s'explica per la interacció amb aquest camp. El bosó de Higgs és l'única partícula del Model Estàndard que encara no ha estat observada (el gravitó no és una partícula d'aquest model). S'espera que el bosó de Higgs sigui descobert amb el Gran Col·lisionador d'Hadrons de l'Organització Europea per a la Recerca Nuclear (CERN). D'altra banda, el model estàndard supersimètric mínim prediu diversos bosons de Higgs.

## Partícules compostes

Estructura d'un protó: 2 quarks up i un quark down.

### Hadrons
Els hadrons són partícules compostes que transmeten la interacció forta. Se'n diferencien dos tipus diferents:
- fermions compostos, que reben el nom de barions
- bosons compostos, que reben el nom de mesons

El model dels quarks que van proposar el 1964 Murray Gell-Mann i George Zweig de manera independent, descrivia els hadrons coneguts com a compostos de quarks i d'antiquarks de valència, lligats per la interacció forta, que era transmesa per gluons. Aquesta composició de parelles quark-antiquark també seria present dins de cada hadró.

#### Barions (fermions)

Una combinació de tres quarks de tipus u, d o s amb un espín total de 3/2 formen l'anomenat dècuple bariònic.

Els barions ordinaris, són fermions compostos per quarks, contenen tres quarks o tres antiquarks de valència.
- Nucleons: Són els components fermiònics dels nuclis dels àtoms:
  - Protons: compostos per dos quarks up i un quark down, (uud).
  - Neutrons: compostos per dos quarks down i un quark up, (ddu).
- Hiperons: Són barions amb estranyesa diferent de zero, contenen un o més quarks estranys (strange), com les partícules Λ, Σ, Ξ, i Ω, són de vida curta i més pesades que els nucleons. Tot i que no són habituals als nuclis atòmics, poden aparèixer als hipernuclis, que tenen un vida curta.
- També han estat observats barions formats per quarks charm i bottom.

Recentment ha estat detectada l'existència de barions exòtics, però la seva existència encara no ha estat confirmada.
- Pentaquarks: Estarien formats per quatre quarks i un antiquark.

#### Mesons (bosons)

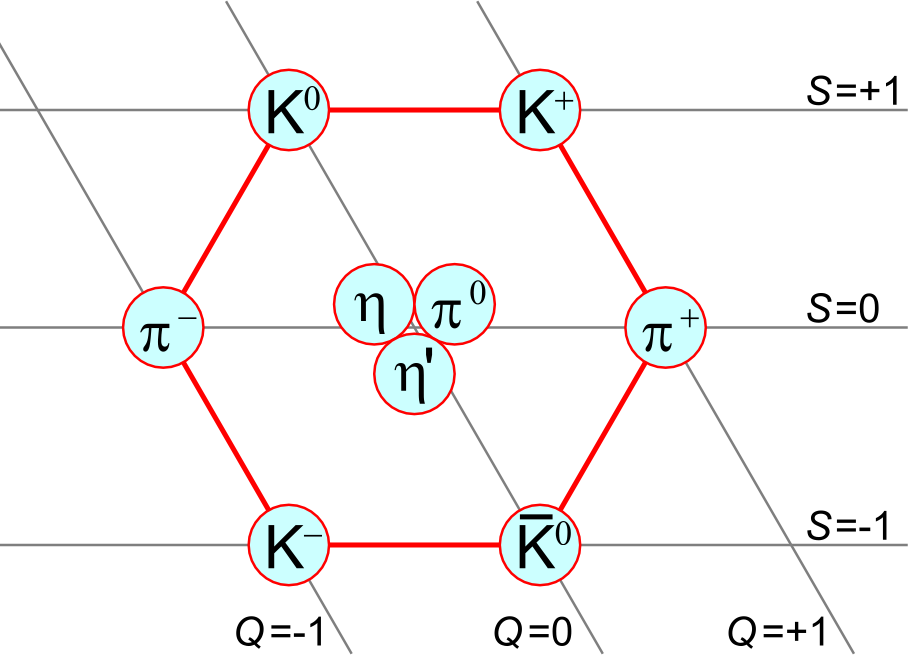
Mesons d'espín 0 formant un nonet

Habitualment els mesons són formats per un quark i un antiquark. Atès que els mesons tenen espín 0 ó 1 i no són partícules elementals, són considerats com a bosons compostos. Com a exemples de mesons es poden citar els pions, els kaons o el mesó J/Ψ. En els models de l'hadrodinàmica quàntica els mesons són ens transmissors de la força nuclear entre els nucleons.
Sembla que podrien existir alguns tipus de mesons exòtics, les seves signatures han estat detectades en alguna ocasió però encara no s'ha pogut verificar la seva existència. Per exemple:
- El tetraquark: estaria format per dos quarks i dos antiquarks
- La bola de gluons (glueball): estaria formada per gluons enllaçats sense la presència de cap quark.
- Els mesons híbrids: estarien formats per una o més parelles quark-antiquark i un o més gluons reals.

### Nucli atòmic

Una representació aproximada de l'àtom d'heli. Al nucli els protons són representats en vermell i els neutrons en violeta. En realitat el nucli és simètricament esfèric.

Els nuclis dels àtoms són formats per protons i neutrons, que al seu torn són formats per quarks. Cada tipus de nucli conté un nombre específic de protons i neutrons i poden ser anomenats núclids (o isòtops, en funció de les característiques que es considerin). Una reacció nuclear pot modificar un núclid i convertir-lo en un altre de diferent. Vegeu la taula de núclids per a més informació.

### Àtoms
Els àtoms són les partícules neutres més petites en què es pot dividir la matèria per mitjà d'una reacció química. Un àtom consisteix en un petit i pesant nucli envoltat per un núvol relativament gran i lleuger d'electrons. Cada tipus d'àtom correspon a un dels elements químics. Fins al moment han estat identificats 117 elements, amb nombres atòmics que van de l'1 al 116 i el 118. Els 111 primers han rebut un nom oficial. Vegeu taula periòdica per a més informació.

### Molècules
Les molècules són les partícules més petites en què es pot dividir una substància no elemental (que no és un element químic) sense que perdi les seves propietats físiques i químiques. Cada tipus de molècula correspon a un compost químic específic. Les molècules són formades per dos o més àtoms. Vegeu la relació de molècules a la llista de compostos químics.

## Matèria condensada
Les equacions de camp de la física de la matèria condensada són significativament similars a les de la física de partícules d'altes energies. En conseqüència, una gran part de la teoria de la física de partícules també pot ser aplicada a la física de la matèria condensada, hi ha tota una sèrie d'estats d'excitació anomenats quasipartícules que poden ser creades i estudiades. Entre elles tenim:
- Fonons: són diferents tipus de vibració a una estructura cristal·lina
- Excitons: són diferents estats d'excitació dels electrons o dels forats.
- Plasmons: són estats coherents d'excitació a un plasma.
- Polaritons: són combinacions de fotons amb altres quasipartícules.
- Polarons: són quasipartícules carregades en moviment envoltades d'ions a un material.
- Magnons: són excitacions coherents de l'espín dels electrons a un material.